# Альсбах-Генляйн
Альсбах-Генляйн (нім. Alsbach-Hähnlein) — громада в Німеччині, знаходиться в землі Гессен. Підпорядковується адміністративному округу Дармштадт. Входить до складу району Дармштадт-Дібург.
Площа — 15,78 км2. Населення становить 9082 ос. (станом на 31 грудня 2020).